# Tominy
Tominy – wieś w Polsce położona w województwie świętokrzyskim, w powiecie opatowskim, w gminie Ożarów.
| SIMC    | Nazwa          | Rodzaj    |
| ------- | -------------- | --------- |
| 0802900 | Na Krzu        | część wsi |
| 0802917 | Tominy-Kolonie | część wsi |

Prywatna wieś szlachecka położona była w drugiej połowie XVI wieku w powiecie sandomierskim województwa sandomierskiego. W latach 1975–1998 miejscowość administracyjnie należała do województwa tarnobrzeskiego.
Podczas prac archeologicznych w 2009 roku w pobliżu wsi odkryto osadę neolityczną oraz cmentarzysko z IV tysiąclecia p.n.e., gdzie w kamiennych grobach znajdowały się ludzkie kości i szczątki węży, co stanowi archeologiczny ewenement.